# Lipton International Players Championships 1986
Die Lipton International Players Championships 1986 waren ein Tennisturnier der WTA Tour 1986 für Damen und ein Tennisturnier des Grand Prix 1986 (Tennis) für Herren, welche gleichzeitig vom 10. bis 23. Februar 1986 in Boca Raton, Florida stattfanden.

## Herrenturnier
→ Hauptartikel: Lipton International Players Championships 1986/Herren

## Damenturnier
→ Hauptartikel: Lipton International Players Championships 1986/Damen